# Tjernivtsi
Tjernivtsi (ukrainska: Чернівці́ uttal (fil)) är en stad vid floden Prut i västra Ukraina. Folkmängden uppgick till 255 929 invånare i början av 2012, på en yta på 153 km². Den är huvudort i Tjernivtsi oblast, som utgör den norra delen av den historiska regionen Bukovina. Staden är en handelsstad och trafikknutpunkt med landsväg- och järnvägsförbindelser och flygplats. Tjernivtsi är biskopssäte och har ett rikt kulturliv.

## Historia
Ett fort ska ha byggts på platsen, på den vänstra flodstranden, av den volyniske storfursten Jaroslav Osmomysl (regerade 1153-1187). Fortet förstördes av mongolerna under Burundai år 1259. Delar av fortet stod kvar och påbyggdes senare, under 1600-talet, men stadskärnan kom i stället att förläggas till den mer strategiska högra flodstranden. År 1359 blev staden med omgivningar del av furstendömet Moldavien. Tjernivtsi omnämns i ett brev skrivet den 8 oktober 1408 av Alexander I av Moldavien till köpmän i Lviv. 
År 1775, efter rysk-turkiska kriget 1768-1774, blev staden tillsammans med övriga Bukovina annekterad av Österrike och fick Magdeburgrättigheter strax därefter. Den 4 mars 1849 blev Tjernivtsi (då Czernowitz), enligt den då inrättade österrikiska konstitutionen, huvudstad i det österrikiska hertigdömet Bukovina. Stadens universitet grundades 1875. I staden hölls 1908 den första språkkonferensen om jiddisch. Då det österrikiska kejsardömet delades år 1918, efter första världskriget, blev Tjernivtsi (som Cernăuţi) del av Rumänien. Den tyskspråkige författaren Paul Celan föddes i staden 1920. Staden intogs av Röda armén i juni 1940 i samband med invasionen av norra Bukovina i andra världskriget. 1941 återtogs den av rumänska styrkor allierade med Nazityskland, men kom återigen under sovjetisk kontroll 1944. Tjernivtsi blev del av Ukrainska SSR i slutet av 1947, och förblev efter Sovjetunionens upplösning 1991 del av Ukraina. 
I Rumänien anses Tjernivtsi (Cernăuţi) ha en rik historia som ett av de viktigaste rumänska kultur- och utbildningscentrumen. Rumänien öppnade ett generalkonsulat i staden i maj 1999.

## Sadhora

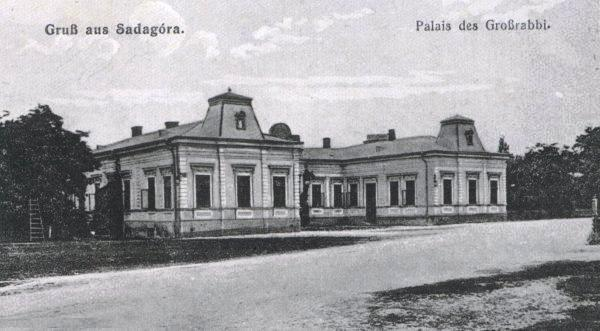
Sadhora

Sadhora, som förr var en egen ort men numera är ett distrikt (rajon) i norra Tjernivtsi, är en plats av stor historisk betydelse för de många chassidiska judar som fanns i Ukraina före världskrigen. Orten hette då Sadagora, och troende vallfärdade från hela världen för att få råd av rabbinen Avrohom Yaakov Friedman. Den lilla staden dominerades helt av anhängare till Friedmanns judiska gren. Det finns en stor judisk begravningsplats i utkanten av Sadhora.

## Demografi
Vid den ukrainska folkräkningen 2001 uppgick befolkningen till 236 691 invånare, varav 189 021 ukrainare (79,8 procent), 26 733 ryssar (11,3 procent), 10 553 rumäner och 3 829 moldavier (sammanlagt 6,1 procent), 1 408 polacker (0,6 procent), och 1 308 judar (0,6 procent). 